# Saint-Rémy-de-Maurienne
Saint-Rémy-de-Maurienne è un comune francese di 1 261 abitanti situato nel dipartimento della Savoia della regione dell'Alvernia-Rodano-Alpi.

## Società

### Evoluzione demografica
Abitanti censiti